# Efraín Vásquez Guarda

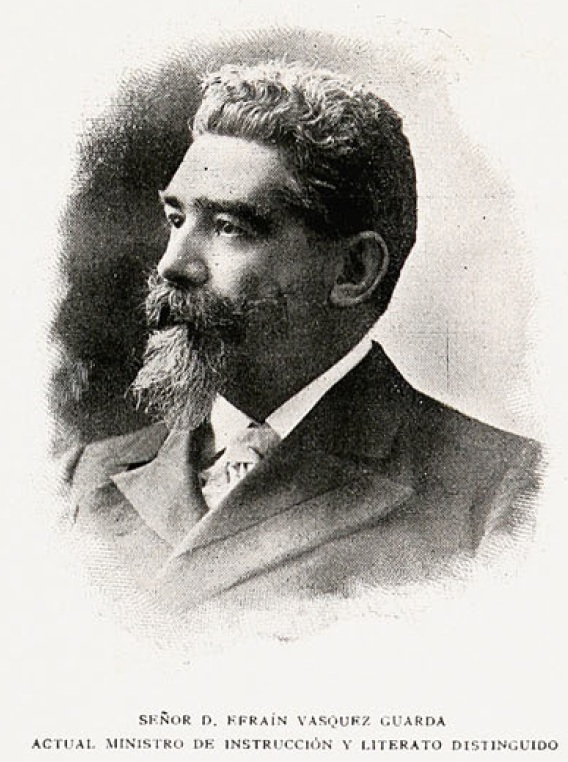
Efraín Vásquez Guarda en 1904.

Efraín Vásquez Guarda; (Osorno, 1862 - 8 de marzo de 1905), fue un abogado y político chileno. Hijo de don José del Tránsito Vásquez Solís y de Carmen de la Guarda Henríquez. Casado con Amelia Jaras Díaz de Valdés.
Estudió en el Instituto Alemán de Osorno; Liceo de Valdivia; Instituto Nacional; y en la Universidad de Chile, donde juró como abogado el 29 de diciembre de 1884.
Se inició como profesor cuando aún estudiaba en el Instituto Nacional. Fue profesor de la escuela nocturna Benjamin Franklin; profesor de Historia en el Liceo de Valdivia, donde también instaló su bufete de abogado. Fundador del diario "El Timón" junto a Anselmo Blanlot Holley, en 1889. 

## Actividades Políticas
Como seguidor del Presidente José Manuel Balmaceda, fue perseguido y exonerado de sus cargos públicos. Se dedicó entonces al periodismo y formó parte de los periódicos La República y El Republicano. En 1895 fundó, con varios de sus correligionarios, el diario El LIberal Democrático y El Diario y en ellos defendió la candidatura presidencial de Federico Errázuriz Echaurren.
En 1892 publicó sus libros: "Tajos y Reveses" y "Perfiles Parlamentarios", bajo el seudónimo de Juan Pérez de Montalbán. Más tarde publicó "La vuelta del gran conscripto", en homenaje al regreso de Claudio Vicuña Guerrero. Sus escritos se hallan esparcidos en miles de publicaciones.
- Militante del Partido Liberal Democrático.
- Intendente de Arauco (1890-1891).
- Teniente coronel de Guardias Nacionales (1891).
- Secretario de la Corte Suprema de Justicia (1891).
- Diputado representante de Osorno y Llanquihue (1900-1903 y 1903-1906).
- Miembro de las comisiones de Educación y Beneficencia.
- Ministro de Justicia e Instrucción Pública (1904).